# Ягункино
Ягу́нкино (чув. Тракушкăнь) — деревня в Красночетайском районе Чувашской Республики. Входит в состав Хозанкинского сельского поселения.

## География
Находится в северо-западной части Чувашии на расстоянии приблизительно 10 км на восток от районного центра — села Красные Четаи.

## История
Известна с 1795 года, когда здесь было 38 дворов и 170 жителей. В XIX веке околоток села Хоршеваши. В 1869 году было учтено 275 жителей, в 1897 — 63 двора и 354 жителя, в 1926 — 126 дворов и 621 житель, в 1939 — 600 жителей, в 1979 — 473. В 2002 году было 135 дворов, в 2010 — 78 домохозяйств. В 1931 был образован колхоз «III районный съезд», в 2010 действовало ООО «Асамат».

## Население
| 2010 | 2012 |
| ---- | ---- |
| 191  | ↗260 |

Постоянное население составляло 275 человек (чуваши 100 %) в 2002 году.

## Прочее
Юго-западнее деревень Хозанкино, Ягункино, Тиханкино зафиксировано проявление фосфоритов, получившее название «Триерское»